# La muerte de Klinghoffer
La muerte de Klinghoffer (título original en inglés, The Death of Klinghoffer) es una ópera en dos actos del compositor estadounidense John Adams, con un libreto de Alice Goodman. Fue estrenada el 19 de marzo de 1991 en Teatro Real de la Moneda en Bruselas por la Orquesta de la Ópera de Lyon y el coro de la Ópera de Londres bajo la dirección de Kent Nagano. La ópera se basa en el secuestro del crucero Achille Lauro por el Frente de Liberación de Palestina en 1985, y el posterior asesinato del pasajero judeo-estadounidense Leon Klinghoffer. El concepto de la ópera se originó con el director teatral Peter Sellars, que era un gran colaborador, como lo fue el coreógrafo Mark Morris. Fue un encargo de cinco compañías de ópera de Estados Unidos y Europa, así como la Brooklyn Academy of Music. Esta ópera rara vez se representa en la actualidad; en las estadísticas de Operabase aparece con sólo 2 representaciones para el período 2005-2010.

## Personajes
| Personaje                      | Tesitura      | Reparto del estreno, 19 de marzo de 1991 (Director: Kent Nagano) | Grabación CD Nonesuch (Nonesuch 79281) | Grabación DVD Decca (Decca 000440 074 1899 4)     |
| ------------------------------ | ------------- | ---------------------------------------------------------------- | -------------------------------------- | ------------------------------------------------- |
| El capitán del "Achille Lauro" | barítono      | James Maddalena                                                  | James Maddalena                        | Christopher Maltman                               |
| El primer oficial              | bajo-barítono | Thomas Hammons                                                   | Thomas Hammons                         | Dean Robinson                                     |
| 'Rambo', un terrorista         | bajo-barítono | Thomas Hammons                                                   | Thomas Hammons                         | Leigh Melrose                                     |
| Abuela suiza                   | mezzosoprano  | Janice Felty                                                     | Janice Felty                           | Vivian Tierney                                    |
| Mujer austriaca                | mezzosoprano  | Janice Felty                                                     | Janice Felty                           | Nuala Willis                                      |
| Bailarina británica            | mezzosoprano  | Janice Felty                                                     | Janice Felty                           | Kirsten Blase                                     |
| Molqi, un terrorista           | tenor         | Thomas Young                                                     | Thomas Young                           | Tom Randle                                        |
| Mamoud, un terrorista          | barítono      | Eugene Perry                                                     | Eugene Perry                           | Kamel Boutrous                                    |
| Leon Klinghoffer               | barítono      | Sanford Sylvan                                                   | Sanford Sylvan                         | Sanford Sylvan                                    |
| Omar, un terrorista            | mezzosoprano  | Stephanie Friedman                                               | Stephanie Friedman                     | Emil Marwa (actor); Susan Bickley (cantante, voz) |
| Marilyn Klinghoffer            | contralto     | Sheila Nadler                                                    | Sheila Nadler                          | Yvonne Howard                                     |
| Coro de exiliados palestinos   | SATB          |                                                                  | Coro de la Ópera de Londres            | Coro Sinfónico de Londres                         |
| Coro de exiliados judíos       | SATB          |                                                                  | Coro de la Ópera de Londres            | Coro Sinfónico de Londres                         |

## Argumento
El prólogo a la ópera está formado por dos coros, el "Coro de exiliados judíos" y el "Coro de exiliados palestinos", cada uno de ellos es un reflejo general sobre sus respectivos pueblos y su historia.

### Acto I
Escena 1
El acto comienza cuando el anónimo capitán del Achille Lauro recuerda los acontecimientos del secuestro. Antes de eso la mayor parte de los pasajeros habían desembarcado en Egipto para una visita a las Pirámides, y el barco se hizo a la mar para volver más tarde a recoger los pasajeros. Los secuestradores habían subido a bordo durante el desembarco. Cuando los secuestradores controlaron el barco, los pasajeros que aún estaban a bordo fueron reunidos en el restaurante del barco. La narración pasa a una abuela suiza, que viaja con su nieto mientras los padres del chico están en las pirámides. El primer oficial del barco, al que se da el nombre ficticio de Giordano Bruno, informa al capitán que los terroristas están en el barco y han herido a un camarero. El capitán y el primer oficial intentan mantener calmados a los pasajeros. Molqi, uno de los secuestradores, explica la situación a los pasajeros a punta de pistola. El capitán y Molqi tienen un encuentro, en el que el capitán encarga que traigan comida y bebida, y ofrece dejar a Molqi elegir la comida que tiene que comer el capitán.
Escena 2
Tras el "Coro de Océano", la escena 2 introduce a otro secuestrador, Mamoud, que vigila al capitán. Mamoud recuerda su juventud y las canciones que escuchaba en la radio. El capitán y Mamoud tienen una conversación en la que el capitán desea que los individuos en ambos lados del conflicto palestino-israelí se encontrasen e intentasen entender al otro.  Mamoud rechaza esta idea. Durante esta escena se da la narración de una mujer austriaca, otra pasajera, que se ha encerrado en su camarote y permanecido escondida a lo largo del secuestro.  El acto primero termina con el "Coro de Noche."  

### Acto II
Escena 1
El acto segundo comienza con el "Coro de Agar", en referencia a la historia islámica de Agar y el ángel, y la historia bíblica de Agar e Ismael.  Representa el comienzo de la tensión árabe-israelí, de la que el secuestro es un resultado histórico. En la escena 1, Molqi está frustrado por no haber recibido respuesta a sus demandas. Mamoud amenaza a todos los pasajeros de muerte.  Leon Klinghoffer canta, diciendo que él normalmente intenta evitar los problemas y vivir simple y decentemente, pero continúa denunciando a los secuestradores. Otro secuestrador, apodado "Rambo", responde en términos bruscos sobre los judíos y los estadounidenses. El pasajero, la bailarina británica, recuerda lo bien que la trató, a ella y otros pasajeros, el cuarto secuestrador, Omar, por ejemplo, permitiéndoles fumar cigarrillos.  Omar canta su deseo de martirio por su causa. Al final de la escena, Omar y Molqi tienen una disputa, y Molqui se lleva a Klinghoffer. Le sigue el "Coro del Desierto".
Escena 2
La escena 2 empieza con Marilyn Klinghoffer hablando sobre la discapacidad, la enfermedad y la muerte. Piensa que se han llevado a su esposo Leon al hospital del barco, pero le han disparado, fuera de escena. Los secuestradores han ordenado al capitán decir que matarán a otro pasajero cada quince minutos. En lugar de ello, el capitán se ofrece como la única persona a la que matar.  Molqi aparece y dice que Leon Klinghoffer está muerto. Le sigue el "Aria del cuerpo cayendo (Gymnopédie)", cantada por Klinghoffer. 
Escena 3
El "Coro de Día" une la escena 2 con la 3, que acontece después de que los secuestradores se hayan rendido y los pasajeros supervivientes han desembarcado con sanos y salvos en el puerto. El capitán se queda para darle a Marilyn Klinghoffer la noticia de la muerte de su marido. Ella reacciona con pena por la muerte de su esposo y enfado hacia el capitán, por lo que ella ve como su alojamiento a los secuestradores. Su sentimiento final es que desea haber muerto ella en lugar de Leon.